# Aruba i olympiska sommarspelen 2000
Aruba deltog i de olympiska sommarspelen 2000 med en trupp bestående av fem deltagare, tre män och två kvinnor, men ingen av landets deltagare erövrade någon medalj.

## Friidrott
Herrarnas maraton
- Richard Rodriguez
  - Final — DNF

Damernas 100 meter
- Luz Marina Geerman
  - Omgång 1 — 12,96 (→ gick inte vidare, 76:e plats)